# Il Guerin Meschino (periodico)
(dal Manifesto del Guerin Meschino)
Il Guerin Meschino è stato un periodico satirico e umoristico illustrato fondato nel 1882 nella Milano della scapigliatura. 

## Storia
Come numerosi altri periodici umoristici, nacque a tavolino per iniziativa di alcuni giovani intellettuali: il poeta Carlo Borghi che ne fu il finanziatore, il critico teatrale Giovanni Pozza e suo fratello Francesco, l'avvocato Filippo Bordini, Guido Pisani, architetto e primo illustratore, e Luigi Filippo Bolaffio. Il primo numero, ma con la dicitura "secondo numero", uscì a Milano la domenica del 12 febbraio 1882, mentre la pubblicazione cessò nel 1950. Trasse il nome dal romanzo cavalleresco medievale di Andrea da Barberino.
Per una serie di circostanze personali, molti dei primi ideatori dell'impresa si allontanarono dal giornale e del gruppo originario rimase Francesco Pozza che diresse il 'Guerino' ininterrottamente sino al 1921 (anno della sua morte), custodendo e partecipando ai collaboratori lo spirito originario della pubblicazione. 
Tale spirito era orientato ad una disposizione burlesca, coniugata con principi di conservazione politica e sociale. 
Questa combinazione, relativamente anomala in un foglio umoristico, garantì al giornale la costante attenzione di un pubblico colto e moderato. Alieno da ogni forma di opposizione, il giornale evitò anche con destrezza i due rischi del servilismo e dell'insipienza; fu sempre mordace ma obiettivamente conservatore. Questa circostanza, per esempio, emerse con chiarezza nei giorni del maggio 1898, quando ai collaboratori del Guerino sfuggì il significato politico dei disordini milanesi duramente repressi con lo stato d'assedio. In quei drammatici giorni, infatti, il giornale non trovò di meglio che ironizzare sulla fuoriuscita di molti responsabili della sommossa in Svizzera, definita per l'occasione la terra di "Guglielmo Hotel".
Il Guerino fu attirato inevitabilmente nell'orbita fascista, malgrado qualche tardivo scrupolo, specie dopo il delitto Matteotti. Bisogna sottolineare, d'altro canto, che fu uno dei pochissimi giornali satirici, o anche solo umoristici, che sopravvissero alle restrizioni imposte dal regime di Mussolini alla libertà di stampa.
La lista dei collaboratori del Guerin fu lunga; per compilarla è necessario affidarsi in buona misura a testimonianze esterne, dal momento che il giornale amava presentarsi al pubblico in veste per lo più anonima, una circostanza, del resto, largamente condivisa dalla gran parte della stampa umoristica.
Si devono senz'altro fare i nomi del conte Arrivabene, specializzato nelle parodie di Giosuè Carducci (ribattezzato dal giornale Crosuè Quartucci) e di Renato Simoni, versato invece nel rifacimento del verso dannunziano. La parodia poetica fu molto coltivata dal Guerino: oltre ai nominati Carducci e D'Annunzio vi si potevano infatti trovare versi ricalcati sui modelli del Petrarca, dell'Ariosto, del Tasso, dell'Arcadia, del Parini, del Foscolo, del Leopardi, del Giusti, del Manzoni e naturalmente del Porta, complice il dialetto meneghino. Le parodie dantesche erano a cura di Francesco Pozza. Altri collaboratori furono Augusto Barattani, Carlo Bertolazzi, Sergio Corazzini, Arnaldo Fraccaroli, Luigi Illica, Ettore Janni, Gustavo Macchi, Mascagni, Giuseppe Pessina, Gerolamo Sala.
Gli illustratori furono, fra gli altri, oltre al già nominato Guido Pisani, Giovanni Manca, Campi, Facchinetti, Pippo Ranci, Luigi Conconi, Amero Cagnoni, Aldo Mazza.